# Tony Ferguson
Anthony Armand Ferguson Padilla (* 12. února 1984) je americký profesionální zápasník smíšených bojových umění. Zápasí v organizaci Ultimate Fighting Championship (UFC). Ve společnosti je bývalým šampionem.

## Mládí
Narodil se 12. února 1984 v Oxnardu v Kalifornii. Vyrůstal hlavně v Muskegonu v Michiganu. Má mexické rodinné kořeny. Příjmení Ferguson přijal od svého nevlastního skotsko-amerického otce.
Na střední škole se věnoval americkému fotbalu, baseballu a wrestlingu.
Navštěvoval několik univerzit. Žádnou ale nedokončil.
Po studiích se vrátil zpět do Kalifornie, kde se začal věnovat MMA.

## Kariéra
Poprvé zápasil v roce 2007. Ani ne za rok se dostal do známé americké organizace Ultimate Fighting Championship (UFC). Prvního úspěchu dosáhl v roce 2011, kdy ovládl turnaj The Ultimate Fighter 13.
Od října 2013 až do dubna 2020 držel neporazitelnost. Během toho získal UFC Lightweight Championship. O ten ho připravil až Justin Gaethje.
Od tohoto zápasu nezaznamenal žádné vítězství. Po osmé porážce zaznamenal rekord v největším počtu porážek v historii organizace.

## Osobní život
S manželkou Cristinou Fergusonovou má dva syny. V březnu 2019 proti němu Christina podala soudní zákaz přiblížení. Tvrdila, že se chová paranoidně a že mluví o různých konspiračních teoriích. Nebyla ale fyzicky napadena. Jeho stav se následně zlepšil a ona od příkazu upustila.
V květnu 2023 byl zatčen za řízení pod vlivem alkoholu a nabourání cizího vozu. Následně zaplatil několika tisícovou pokutu.

## MMA výsledky
| Výsledek | Bilance | Soupeř           | Metoda                | Událost                                                             | Datum             | Kolo | Čas  | Lokace                             |
| -------- | ------- | ---------------- | --------------------- | ------------------------------------------------------------------- | ----------------- | ---- | ---- | ---------------------------------- |
| Prohra   | 25–11   | Michael Chiesa   | Submise               | UFC on ABC: Sandhagen vs. Nurmagomedov                              | 3. srpna 2024     | 1    | 3:44 | Abu Dhabi, Spojené arabské emiráty |
| Prohra   | 25–10   | Paddy Pimblett   | Rozhodnutí rozhodčích | UFC 296                                                             | 16. prosince 2023 | 3    | 5:00 | Las Vegas, Nevada, USA             |
| Prohra   | 25–9    | Bobby Green      | Submise               | UFC 291                                                             | 29. července 2023 | 3    | 4:54 | Salt Lake City, Utah, USA          |
| Prohra   | 25–8    | Nate Diaz        | Submise               | UFC 279                                                             | 10. září 2022     | 4    | 2:52 | Las Vegas, Nevada, USA             |
| Prohra   | 25–7    | Michael Chandler | KO                    | UFC 274                                                             | 7. května 2022    | 2    | 0:17 | Phoenix, Arizona, USA              |
| Prohra   | 25–6    | Beneil Dariush   | Rozhodnutí rozhodčích | UFC 262                                                             | 15. května 2021   | 3    | 5:00 | Houston, Texas, USA                |
| Prohra   | 25–5    | Charles Oliveira | Rozhodnutí rozhodčích | UFC 256                                                             | 12. prosince 2020 | 3    | 5:00 | Las Vegas, Nevada, USA             |
| Prohra   | 25–4    | Justin Gaethje   | TKO                   | UFC 249                                                             | 9. května 2020    | 5    | 3:39 | Jacksonville, Florida, USA         |
| Výhra    | 25–3    | Donald Cerrone   | TKO                   | UFC 238                                                             | 8. června 2019    | 2    | 5:00 | Chicago, Illinois, USA             |
| Výhra    | 24–3    | Anthony Pettis   | TKO                   | UFC 229                                                             | 6. října 2018     | 2    | 5:00 | Las Vegas, Nevada, USA             |
| Výhra    | 23–3    | Kevin Lee        | Submise               | UFC 216                                                             | 7. října 2017     | 3    | 4:02 | Las Vegas, Nevada, USA             |
| Výhra    | 22–3    | Rafael dos Anjos | Rozhodnutí rozhodčích | The Ultimate Fighter Latin America 3 Finale: dos Anjos vs. Ferguson | 5. listopadu 2016 | 5    | 5:00 | Mexico City, Mexiko                |
| Výhra    | 21–3    | Lando Vannata    | Submise               | UFC Fight Night: McDonald vs. Lineker                               | 13. července 2016 | 2    | 2:22 | Sioux Falls, South Dakota, USA     |
| Výhra    | 20–3    | Edson Barboza    | Submise               | The Ultimate Fighter: Team McGregor vs. Team Faber Finale           | 11. prosince 2015 | 2    | 2:54 | Las Vegas, Nevada, USA             |
| Výhra    | 19–3    | Josh Thomson     | Rozhodnutí rozhodčích | UFC Fight Night: Mir vs. Duffee                                     | 15. července 2015 | 3    | 5:00 | San Diego, California, USA         |
| Výhra    | 18–3    | Gleison Tibau    | Submise               | UFC 184                                                             | 28. února 2015    | 1    | 2:37 | Los Angeles, California, USA       |
| Výhra    | 17–3    | Abel Trujillo    | Submise               | UFC 181                                                             | 6. prosince 2014  | 2    | 4:19 | Las Vegas, Nevada, USA             |
| Výhra    | 16–3    | Danny Castillo   | Rozhodnutí rozhodčích | UFC 177                                                             | 30. srpna 2014    | 3    | 5:00 | Sacramento, California, USA        |
| Výhra    | 15–3    | Katsunori Kikuno | KO                    | UFC 173                                                             | 24. května 2014   | 1    | 4:06 | Las Vegas, Nevada, USA             |
| Výhra    | 14–3    | Mike Rio         | Submise               | UFC 166                                                             | 19. října 2013    | 1    | 1:52 | Houston, Texas, USA                |
| Prohra   | 13–3    | Michael Johnson  | Rozhodnutí rozhodčích | UFC on Fox: Diaz vs. Miller                                         | 5. května 2012    | 3    | 5:00 | East Rutherford, New Jersey, USA   |
| Výhra    | 13–2    | Yves Edwards     | Rozhodnutí rozhodčích | The Ultimate Fighter: Team Bisping vs. Team Miller Finale           | 3. prosince 2011  | 3    | 5:00 | Las Vegas, Nevada, USA             |
| Výhra    | 12–2    | Aaron Riley      | TKO                   | UFC 135                                                             | 24. září 2011     | 1    | 5:00 | Denver, Colorado, USA              |
| Výhra    | 11–2    | Ramsey Nijem     | KO                    | The Ultimate Fighter: Team Lesnar vs. Team dos Santos Finale        | 4. června 2011    | 1    | 3:54 | Las Vegas, Nevada, USA             |
| Výhra    | 10–2    | Brock Jardine    | TKO                   | PureCombat 12: Champions for Children                               | 25. září 2010     | 4    | 2:35 | Clovis, California, USA            |
| Výhra    | 9–2     | David Gardner    | TKO                   | CA Fight Syndicate: Battle of the 805                               | 26. března 2010   | 2    | 0:27 | Ventura, California, USA           |
| Výhra    | 8–2     | Chris Kennedy    | TKO                   | National Fight Alliance MMA: Resurrection                           | 18. prosince 2009 | 1    | 2:29 | Ventura, California, USA           |
| Prohra   | 7–2     | Jamie Toney      | Submise               | National Fight Alliance MMA: MMA at the Hyatt 3                     | 16. října 2009    | 1    | 2:15 | Westlake Village, California, USA  |
| Výhra    | 7–1     | James Fanshier   | Rozhodnutí rozhodčích | Rebel Fighter                                                       | 17. července 2009 | 3    | 5:00 | Placerville, California, USA       |
| Výhra    | 6–1     | Devin Benjamin   | TKO                   | National Fight Alliance MMA: MMA at the Hyatt II                    | 28. května 2009   | 1    | 0:51 | Westlake Village, California, USA  |
| Výhra    | 5–1     | Daniel Hernandez | TKO                   | National Fight Alliance MMA: Riot at the Hyatt                      | 5. března 2009    | 1    | 2:22 | Westlake Village, California, USA  |
| Prohra   | 4–1     | Karen Darabedyan | Rozhodnutí rozhodčích | All Star Boxing: Caged in the Cannon                                | 6. února 2009     | 3    | 3:00 | Montebello, California, USA        |
| Výhra    | 4–0     | Frank Park       | Submise               | Long Beach Fight Night 3                                            | 4. ledna 2009     | 1    | 2:43 | Long Beach, California, USA        |
| Výhra    | 3–0     | Joe Schilling    | Submise               | Total Fighting Alliance 12                                          | 13. září 2008     | 2    | 2:12 | Long Beach, California, USA        |
| Výhra    | 2–0     | Brandon Adams    | TKO                   | Total Fighting Alliance 11: Pounding at the Pyramid                 | 12. července 2008 | 2    | 2:18 | Long Beach, California, USA        |
| Výhra    | 1–0     | Steve Avalos     | TKO                   | California Xtreme Fighting: Anarchy at the Arena                    | 12. dubna 2008    | 2    | 1:25 | Upland, California, USA            |